# 三国志X
《三國志X》是日本光榮公司於2004年7月推出的一款三國志系列的策略電子遊戲。《三國志X》再度融合了角色養成的成分，賦予高自由度扮演一名文官或武將的可能性，與《三國志VII》、《三國志VIII》相似，相對於《三國志IX》有著相當大的不同。

## 內容
遊戲加入了大量歷史事件，戰爭模式也大幅改變了。內政方面，國力的增強不僅是農業、商業、城市防禦度、治安的提升，還導入了技術值與城市規模。技術愈高，城市規模愈大，建築物也能因此增建，對於兵種與攻城武器之開發有一定程度的影響，也能抵擋某些天災。
軍事方面，強調兵種相剋的原理，以騎兵剋步兵，步兵剋弓兵，弓兵剋騎兵的原則，再衍生其他特殊的兵種如衝車、木獸和鬥艦等等，且建立兵種憑藉經驗值升級的制度。例如，步兵為基本單位，隨著經驗值上升可以強化為重步兵與近衛兵，而青州兵則需要經歷特別事件始可徵用。
武將方面，《三國志X》再度偏重角色養成，透過經驗值或人際關係、鍛鍊等方式，可以提升個人的特技與能力。同時，遊戲中某些城池具有相當獨特的特性，透過該城池的發展可以完全展現其獨特性。例如洛陽的太學 (增加鍛鍊效果)、鄴的觀星所 (可進行預知與占卜)、長安的大商家 (可買賣寶物)、襄陽的智力學問所及永昌的象兵編制所等等。
戰略方面，可以透過建設陣、砦、城塞、石兵陣等設施來阻止敵人的進犯，也能以支配關隘的方式來抵擋敵方軍勢。整體來看，戰略傾向大地圖即時戰略，戰爭時又比較偏向類回合制，軍隊移動順序以士氣高低決定。
《三國志X》還納入了舌戰系統，其意義近似於武將之單挑系統，能力數值並非決定勝負的唯一要素。舌戰由2名「文臣」透過簡易精闢的臨場出招、指令施展和策略連線，在拱橋上進行角力，意圖展現舌戰不輸於單挑的激烈臨場感。

## 遊戲劇本

### 本體
- 1 184年2月 黃巾興於亂世 英雄胸懷青雲（黃巾之亂）
- 2 189年9月 虎狼君臨朝堂 帝都暗雲飄蕩（反董卓聯盟）
- 3 194年3月 飛將馳騁天下 武威轟動中原（下邳之戰）
- 4 200年1月 華北兩強相爭 官渡一決雌雄（官渡之戰）
- 5 207年5月 臥龍飛出茅廬 周郎火燒赤壁（赤壁之戰）
- 6 217年7月 皇叔大器晚成 漢中戰慄電馳（漢中攻防戰）
- 7 227年4月 丞相上表出師 宿敵五度對決（諸葛亮北伐）

### 威力加強版
- PK1 211年1月 義臣壯志未酬 鐵騎強渡渭水（潼關之戰）
- PK2 221年6月 書生嶄露頭角 蜀主墜落夷陵（夷陵之戰）
- PK3 253年2月 繼承武侯遺志 漢將孤軍奮戰（姜維北伐）
- PK4 250年1月 英雄群聚一堂 同爭天下霸業（假想劇本，本劇本無法參加網路排行榜）

## 推薦武將
本遊戲共有12位的官方推薦武將，選擇時有專屬故事介紹。
| 武將名稱 | 起始身分       | 起始勢力 | 起始所在 | 使用劇本                             |
| -------- | -------------- | -------- | -------- | ------------------------------------ |
| 趙雲     | 一般           | 劉備     | 新野     | 5 207年5月 臥龍飛出茅廬 周郎火燒赤壁 |
| 關羽     | 太守           | 劉備     | 下邳     | 4 200年1月 華北兩強相爭 官渡一決雌雄 |
| 張遼     | 一般（流浪軍） | 呂布     | 河內     | 3 194年3月 飛將馳騁天下 武威轟動中原 |
| 諸葛亮   | 在野           | ----     | 襄陽     | 5 207年5月 臥龍飛出茅廬 周郎火燒赤壁 |
| 周瑜     | 都督           | 孫權     | 柴桑     | 5 207年5月 臥龍飛出茅廬 周郎火燒赤壁 |
| 陸遜     | 都督           | 孫權     | 江陵     | 7 227年4月 丞相上表出師 宿敵五度對決 |
| 劉備     | 君主           | 劉備     | 新野     | 5 207年5月 臥龍飛出茅廬 周郎火燒赤壁 |
| 曹操     | 君主           | 曹操     | 許昌     | 4 200年1月 華北兩強相爭 官渡一決雌雄 |
| 姜維     | 一般           | 曹叡     | 天水     | 7 227年4月 丞相上表出師 宿敵五度對決 |
| 呂布     | 君主（流浪軍） | 呂布     | 河內     | 3 194年3月 飛將馳騁天下 武威轟動中原 |
| 張飛     | 太守           | 劉備     | 梓潼     | 6 217年7月 皇叔大器晚成 漢中戰慄電馳 |
| 馬超     | 一般           | 劉備     | 梓潼     | 6 217年7月 皇叔大器晚成 漢中戰慄電馳 |

## 外部連結
- 三國志X繁體中文官方網站（页面存档备份，存于）
- 三國志X威力加強版繁體中文官方網站（页面存档备份，存于）